# Penataan
Penataan is een bestuurslaag in het regentschap Pasuruan van de provincie Oost-Java, Indonesië. Penataan telt 1979 inwoners (volkstelling 2010).